# Svjetski dan slobode medija
██ Dobra situacija
██ Zadovoljavajuća situacija
██ Zabilježeni problemi
██ Složena situacija
██ Veoma ozbiljni problemi
██ Nije navedeno / Nema podataka
Svjetski dan slobode medija obilježava se svake godine 3. svibnja od 1993. godine kad ga je proglasila Glavna skupština Ujedinjenih naroda. Cilj obilježavanja tog Dana, koji okuplja medijske profesionalce, koji potom procjenjuju stanje slobode medija i raspravljaju o mogućnostima za rješavanje brojnih izazova, jest podizanje svijesti o važnosti medijskih sloboda i njezinih temeljnih načela. 
Obilježava se na godišnjicu Windhoeške deklaracije, izjave o principima slobodnih medija koju su sastavila skupina afričkih novinara 1991. godine u Windhoeku, u Namibiji, s jedinstvenom vizijom - zaštititi temeljna prava slobodnog tiska.

## Svijet
Godine 2010. u svijetu su ubijena 102 novinara, osam manje nego 2009., priopćio je Međunarodni novinarski institut (IPI), a Reporteri bez granica (RFS) objavili su u povodu Svjetskog dana slobode medija popis 38 najvećih neprijatelja medijskih sloboda. U posljednjih deset godina ubijeno je ukupno 788 novinara, i to najviše u Iraku (177), na Filipinima (96) i u Kolumbiji (50).

## Hrvatska
Prema istraživanju američke neovisne udruge Freedom house Hrvatska je zemlja s "djelomično slobodnim" medijima, na 85. mjestu s rejtingom 41.
Hrvatsko novinarsko društvo svake godine na Svjetski dan slobode medija upozorava na nedostatke, organizira prosvjedne skupove i izdaje priopćenja ili deklaracije.
Godine 2011. na prosvjednom skupu predstavnica novinara HRT-a Elizabeta Gojan upozorila je kako je Hrvatska prema posljednjim istraživanjima po stupnju medijskih sloboda iza Slovenije, Crne Gore i Srbije, dok smo od zemalja u okruženju ispred BiH i Makedonije.
Prema podatcima Državnog zavoda za statistiku u Republici Hrvatskoj je u 2008. radilo 146 radiopostaja, 21 televizijski centar, 2 525 časopisa i 334 novine.

## Vanjske poveznice
- UNESCO; Stranica Svjetskog dana slobode medija